# Poggio-di-Venaco
 Poggio-di-Venaco  là một xã ở tỉnh Haute-Corse trên đảo Corse, Pháp. Xã này có diện tích 13,28 kilômét vuông, dân số năm 1999 là 136 người. Khu vực này có độ cao trung bình 630 mét trên mực nước biển.